# Joe Dawson

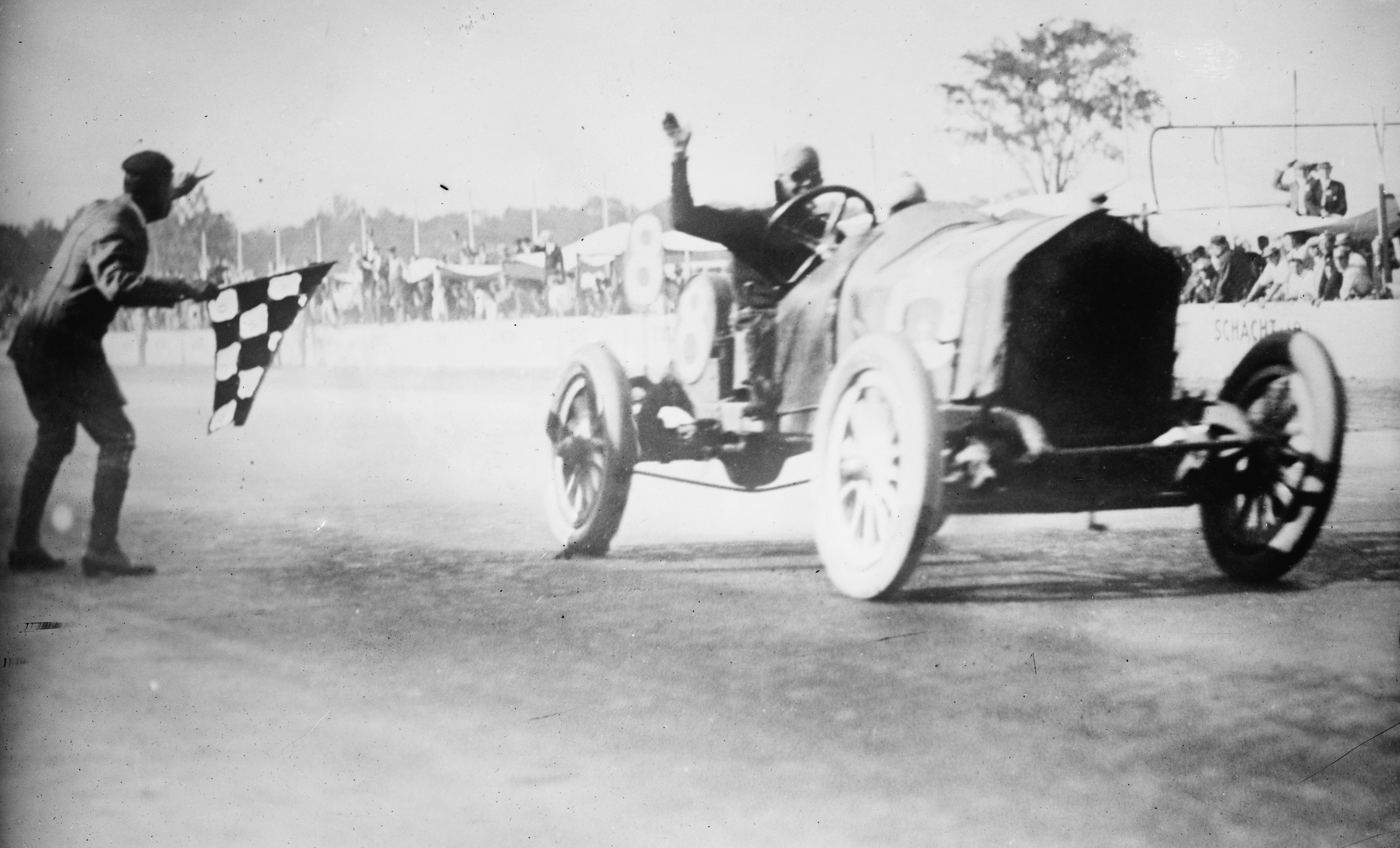
Joe Dawson, als overwinnaar over de eindmeet tijdens de Indianapolis 500 in 1912.

Joe Dawson (Odon (Indiana), 19 april 1889 - Indiana, 17 juni 1946) was een Amerikaans autocoureur. Hij won de Indianapolis 500 in 1912.
Dawson reed drie van de eerste vier edities van de Indianapolis 500. Tijdens de race van 1911 eindigde hij op de vijfde plaats nadat hij aan de hand van de chronologische inschrijvingen pas vanaf de 27e startplaats was vertrokken. Later dat jaar had hij een ernstig ongeluk tijdens de Savannah Challenge Cup in Savannah, Georgia, waardoor hij de rest van het jaar niet meer kon racen. Het volgende jaar vertrok hij tijdens de Indy 500 van de zevende startplaats. Ralph DePalma was tijdens de tweede ronde aan de leiding van de race gekomen en leidde 196 ronden. Twee ronden voor het einde viel deze uit met mechanische pech en nam Dawson de leiding over en reed zijn racewagen naar de overwinning. Twee jaar later reed hij zijn derde en laatste Indy 500, maar moest opgeven na een kwart van de wedstrijd na een crash. Na zijn actieve loopbaan als autocoureur werd hij supervisor bij de American Automobile Association. Hij overleed aan de gevolgen van een hartaanval op 57-jarige leeftijd.